# Plataforma continental antártica
La plataforma continental antártica es un accidente geológico que forma la base del océano Antártico, rodeando el continente de la Antártida. La plataforma es por lo general estrecha e inusualmente profunda, estando su borde a profundidades promedio de 500 metros (la media mundial ronda los 100 metros), con depresiones que se extienden hasta los 2000 metros de profundidad. Alberga un próspero ecosistema de pingüinos y peces y crustáceos de agua fría.
Desempeña un papel en el ciclo biogeoquímico, el mantenimiento del clima global y el funcionamiento general de su ecosistema. Tras su formación, la plataforma continental antártica se ha profundizado aún más debido a los procesos de subsidencia térmica, carga de la capa de hielo y erosión a lo largo de los últimos 34 millones de años.
Varios países han emitido proclamas reclamando la propiedad sobre partes de la plataforma, incluyendo Chile (desde 1947), Australia (desde 1953), Francia y Argentina.